# 5K 해상도

16:9 화면비 해상도 비교 차트

일반적인 디스플레이 해상도 비교

5K 해상도(5K resolution)는 가로 해상도가 약 5,000픽셀인 디스플레이 포맷을 의미한다. 가장 일반적인 5K 해상도는 5120 × 2880이며, 이는 1080p 풀 HD보다 픽셀 수가 7배 이상 많고, 1440p의 선형 해상도의 정확히 2배, 720p의 4배에 해당하는 약 1,470만 픽셀로 16∶9의 가로세로비를 가진다. 이 해상도는 일반적으로 더 높은 화소 밀도를 달성하기 위해 컴퓨터 모니터에 사용되며, 4K 해상도와 8K 해상도가 특징인 디지털 텔레비전 및 디지털 시네마토그래피의 표준 포맷은 아니다.
4K UHD (3840 × 2160)와 비교하여, 16∶9 화면비의 5K 해상도인 5120 × 2880은 1280개의 추가 열과 720개의 추가 라인을 제공하며, 이는 각 차원에서 33.3% 증가한 것이다. 이러한 추가 디스플레이 영역은 4K 콘텐츠를 전체 화면에 채우지 않고도 네이티브 해상도로 표시할 수 있게 해주며, 이는 콘텐츠 미리 보기를 축소할 필요 없이 비디오 편집 스위트 툴바와 같은 추가 소프트웨어를 사용할 수 있음을 의미한다.
2016년 현재, 세계는 1080p를 주류 HD 표준으로 사용한다. 그러나 4K 및 5K 해상도로 출시되는 미디어 콘텐츠가 빠르게 증가하고 있다. 넷플릭스 및 프라임 비디오와 같은 온라인 스트리밍 서비스는 2014년에 4K 해상도 비디오를 출시했으며 4K 해상도 비디오 컬렉션을 적극적으로 확장하고 있다. 4K 콘텐츠가 보편화됨에 따라 편집 및 콘텐츠 제작에서 5K 디스플레이의 유용성은 미래에 더 높은 수요를 이끌 수 있다.

## 역사

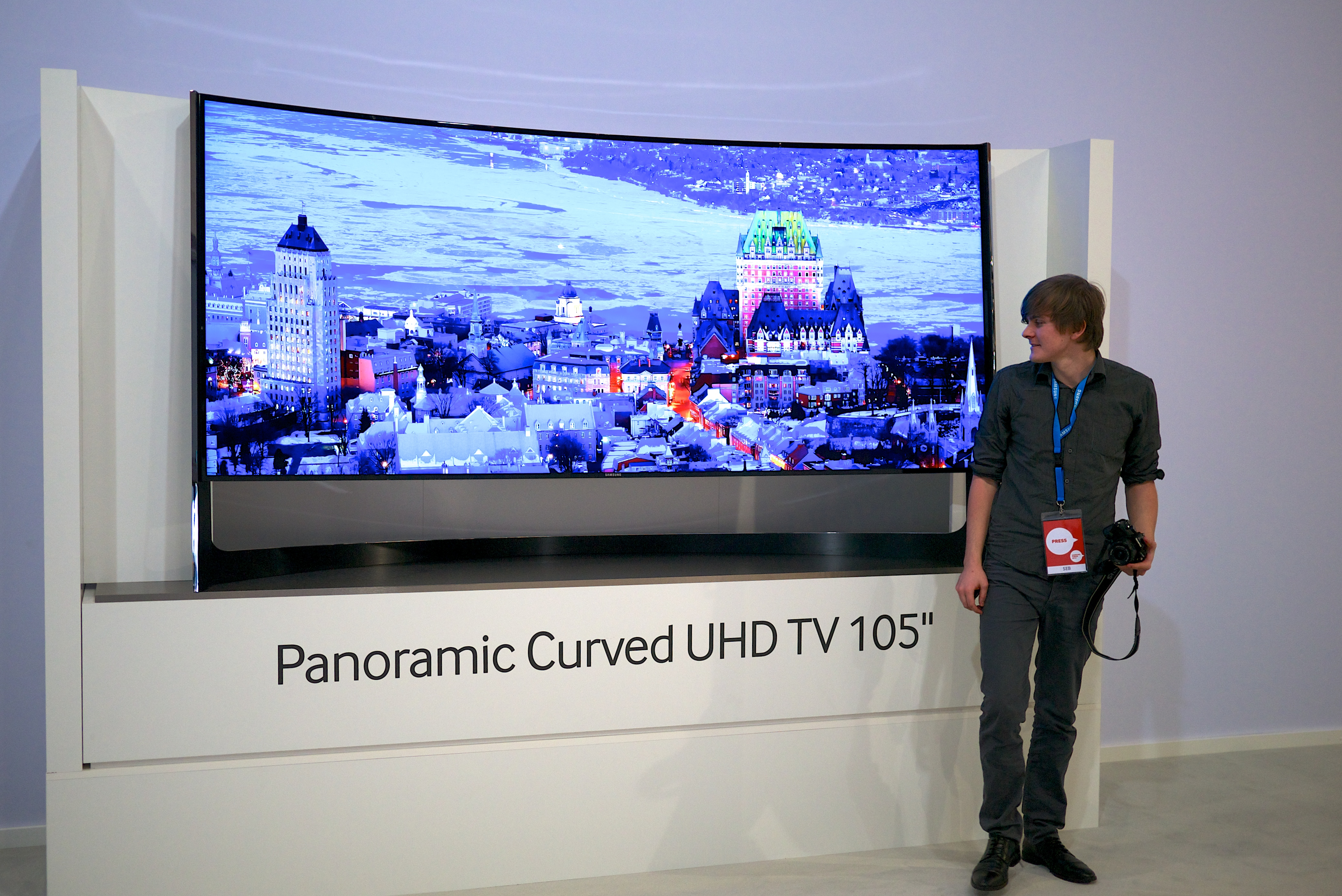
삼성 105인치 울트라 HD 텔레비전

### 5K 비디오 캡처가 가능한 최초의 카메라
2008년 4월 14일, 레드 디지털 시네마는 5K 해상도로 비디오 캡처가 가능한 최초의 카메라 중 하나를 출시했다. 레드 에픽은 5120 × 2700 해상도를 가진 Mysterium X 센서를 사용하며 최대 100 fps의 프레임 속도로 캡처할 수 있다. 5K 해상도 카메라는 디지털 시네마토그래피에서 영화를 녹화하는 데 간헐적으로 사용된다.
일부 DSLR과 같은 사진 스틸 카메라는 스틸 이미지를 캡처할 때는 5K 해상도를 초과할 수 있지만, 비디오를 캡처할 때는 그렇지 않다. 예를 들어, 2016년 8월에 발표된 캐논 EOS 5D Mark IV는 고해상도 스틸 이미지에 사용되는 최대 6720 × 4480 픽셀 (3∶2 가로세로비에서 약 30메가픽셀)의 해상도를 가지지만, 최대 4096 × 2160 해상도와 30 Hz의 프레임 속도로만 비디오를 캡처할 수 있다.

### 5K 해상도를 가진 최초의 TV
삼성은 CES 2014에서 105인치 UN105S9W 곡면 OLED TV를 처음 시연했다. 삼성은 UN105S9W를 4K UHD TV로 분류했지만, 실제로는 네이티브 해상도 5120 × 2160 (64∶27 또는 ≈21∶9 가로세로비)를 가지며, 가로 픽셀 수가 약 5,000개이므로 5K 디스플레이로 분류된다.

### 최초의 상업용 대형 5K 해상도 엔터프라이즈 디스플레이 라인
캘리포니아의 주피터 시스템즈는 2020년에 엔터프라이즈 시장을 위한 5K 해상도 21:9 대형 LCD인 Pana 풀 라인을 처음 출시했으며, 이는 2018년부터 엔지니어링 개발이 시작되었다. 터치 및 비터치 모델이 있었고, 화면 크기는 105인치 및 81인치, 그리고 34인치 데스크탑 모델도 있었다. 2021년에 주피터는 21:9 제품 라인을 계속 확장하여, 0.7mm 피치 165인치부터 1.2mm 피치 281인치까지 모두 5K 21:9 구성의 초정밀 피치 직접 보기 마이크로 LED 제품 라인을 출시했다.

### 5K 해상도를 가진 최초의 모니터
2014년 9월 5일, 델은 5K 해상도를 가진 최초의 모니터인 UltraSharp UP2715K를 공개했다. 이 모니터는 27인치 5120 × 2880 디스플레이를 특징으로 하며, 약 218 ppi의 화소 밀도를 제공한다. 이 모니터는 디스플레이포트 버전 1.2만 지원했는데, 이는 30 Hz에서 5120 × 2880으로 제한된다. 이를 해결하기 위해 UP2715K는 두 개의 DisplayPort 연결 대역폭을 결합하여 60 Hz를 달성하는 시스템을 구현했으며, 화면 분할(picture-by-picture) 모드를 사용하여 디스플레이를 가상으로 두 개의 작은 2560 × 2880 모니터가 나란히 있는 것처럼 처리하고 각 절반을 별도의 DisplayPort 연결로 구동했다.

## 5K 해상도의 예시
| 해상도      | 가로세로비 | 가로세로비       | 총 픽셀 (Mpx) | 설명                                                                           |
| ----------- | ---------- | ---------------- | ------------- | ------------------------------------------------------------------------------ |
| 5120 × 1440 | 3.5        | 32∶9             | 7.37          | 두 개의 QHD (2560 × 1440) 이미지가 나란히 있는 것과 동일                       |
| 5120 × 2160 | 2.370      | 64∶27 (⁠21+1/3⁠∶9) | 11.06         | 너비가 33% 확장된 4K UHD (3840 × 2160)와 동일; 각 차원에서 2560 × 1080의 두 배 |
| 5120 × 2560 | 2.0        | 2∶1 (18∶9)       | 13.11         |                                                                                |
| 4800 × 2700 | 1.7        | 16∶9             | 12.96         | 각 차원에서 960 × 540의 5배                                                    |
| 5120 × 2700 | 1.8962     | 256∶135 (≈17∶9)  | 13.82         | DCI 2K (2048 × 1080) 및 DCI 4K (4096 × 2160) 포맷과 동일한 가로세로비          |
| 5120 × 2880 | 1.7        | 16∶9             | 14.75         | 각 차원에서 QHD (2560 × 1440)의 두 배                                          |
| 5120 × 3200 | 1.6        | 8∶5 (16∶10)      | 16.38         | 각 차원에서 2560 × 1600의 두 배                                                |
| 5120 × 3840 | 1.3        | 4∶3              | 19.66         | 각 차원에서 1024 × 768의 5배                                                   |
| 5120 × 4096 | 1.25       | 5∶4              | 20.97         |                                                                                |

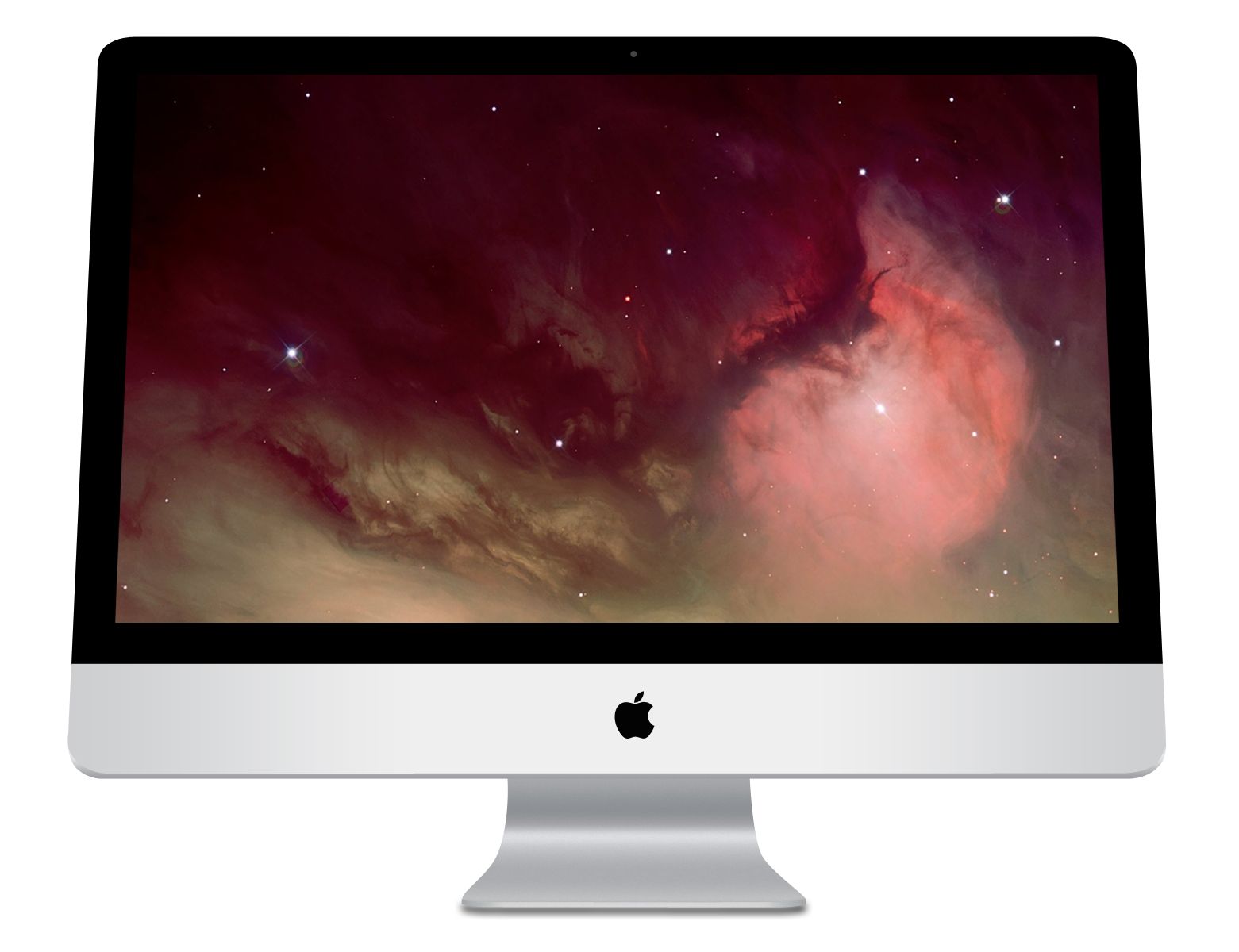
27인치 레티나 5K 아이맥 (2014)

24인치 2021년 아이맥은 4480 × 2520의 16∶9 해상도를 가지며, 이는 4K 또는 5K가 아닌 4.5K로 간주된다.

## 5K 해상도 장치 목록

### 모니터
| 가로세로비    | 장치                         | 크기 (인치) | 치수 (mm)                          | 치수 (인치)                  | 해상도      | 총 픽셀 (Mpx) | 화소 밀도 (ppi) | 5K에 사용되는 인터페이스                              | 설명                                                                                               |
| ------------- | ---------------------------- | ----------- | ---------------------------------- | ---------------------------- | ----------- | ------------- | --------------- | ----------------------------------------------------- | -------------------------------------------------------------------------------------------------- |
| 16:9          | 델 울트라샤프 UP2715K        | 27          | 596.74 × 335.66 (684.67 대각선)    | 23.49 × 13.22 (26.95 대각선) | 5120 × 2880 | 14.75         | 218             | 듀얼 디스플레이포트 1.2                               | 출시된 최초의 5K 모니터                                                                            |
| 16:9          | 애플 레티나 5K 아이맥        | 27          | 596.74 × 335.66 (684.67 대각선)    | 23.49 × 13.22 (26.95 대각선) | 5120 × 2880 | 14.75         | 218             | 맞춤형 내부 8레인 DP 1.2 인터페이스                   | 5K 모니터가 통합된 최초의 데스크탑 출시                                                            |
| 16:9          | HP Z27q                      | 27          | 596.74 × 335.66 (684.67 대각선)    | 23.49 × 13.22 (26.95 대각선) | 5120 × 2880 | 14.75         | 218             | 듀얼 디스플레이포트 1.2                               | 모델 J3G14A4                                                                                       |
| 16:9          | 필립스 브릴리언스 275P4VYKEB | 27          | 596.74 × 335.66 (684.67 대각선)    | 23.49 × 13.22 (26.95 대각선) | 5120 × 2880 | 14.75         | 218             | 듀얼 디스플레이포트 1.2                               | |
| 16:9          | 플래너 IX2790                | 27          | 596.74 × 335.66 (684.67 대각선)    | 23.49 × 13.22 (26.95 대각선) | 5120 × 2880 | 14.75         | 218             | 디스플레이포트 1.4                                    | |
| 16:9          | 이이마 프로라이트 XB2779QQS  | 27          | 596.74 × 335.66 (684.67 대각선)    | 23.49 × 13.22 (26.95 대각선) | 5120 × 2880 | 14.75         | 218             | 디스플레이포트 1.4                                    | |
| 16:9          | LG 울트라파인 5K 디스플레이  | 27          | 596.74 × 335.66 (684.67 대각선)    | 23.49 × 13.22 (26.95 대각선) | 5120 × 2880 | 14.75         | 218             | 썬더볼트 3                                            | 커스텀 듀얼 DP 1.2 컨트롤러를 사용하여 Mac 사용자들을 겨냥한 최초의 5K 썬더볼트 3 연결 모니터 출시 |
| 16:9          | 애플 스튜디오 디스플레이     | 27          | 596.74 × 335.66 (684.67 대각선)    | 23.49 × 13.22 (26.95 대각선) | 5120 × 2880 | 14.75         | 218             | 썬더볼트 3                                            | Mac 사용자들을 겨냥했지만, 다른 운영체제에서도 기본 기능은 작동한다                                |
| 64:27 (≈21:9) | LG 34WK95U                   | 34          | 793.77 × 340.19 (863.6 대각선)     | 31.25 × 13.39 (33 대각선)    | 5120 × 2160 | 11.06         | 163             | 썬더볼트 3 / USB-C, 디스플레이포트 1.4                | 최초의 5120 × 2160 모니터                                                                          |
| 64:27 (≈21:9) | 필립스 349P9H                | 34          | 793.77 × 340.19 (863.6 대각선)     | 31.25 × 13.39 (33 대각선)    | 5120 × 2160 | 11.06         | 163             | USB-C                                                 | |
| 64:27 (≈21:9) | MSI 프레스티지 PS341WU       | 34          | 793.77 × 340.19 (863.6 대각선)     | 31.25 × 13.39 (33 대각선)    | 5120 × 2160 | 11.06         | 163             | USB-C, 디스플레이포트 1.4                             | |
| 64:27 (≈21:9) | 델 U4025QW                   | 40          | 929.28 x 392.04 (1008.59 대각선)   | 36.59 x 15.43 (39.7 대각선)  | 5120 × 2160 |               | 140             | HDMI 2.1, 디스플레이포트 1.4, USB-C, 썬더볼트 4       | |
| 64:27 (≈21:9) | 레노버 P40w-20               | 40          | 929.3 x 392 (1008.6 대각선)        | (39.7 대각선)                | 5120 × 2160 |               | 140             | HDMI 2.0, 디스플레이포트 1.4, USB-C, 썬더볼트 4       | |
| 32:9          | 필립스 브릴리언스 499P9H     | 49          | 1,198.08 × 336.96 (1,244.6 대각선) | 47.17 × 13.27 (49 대각선)    | 5120 × 1440 | 7.37          | 109             | HDMI 2.0, 디스플레이포트 1.4, USB-C                   | 최초의 5120 × 1440 모니터                                                                          |
| 32:9          | 델 울트라샤프 U4919DW        | 49          | 1,198.08 × 336.96 (1,244.6 대각선) | 47.17 × 13.27 (49 대각선)    | 5120 × 1440 | 7.37          | 109             | 디스플레이포트 1.4, 썬더볼트 3                        | |
| 32:9          | LG 49WL95                    | 49          | 1,198.08 × 336.96 (1,244.6 대각선) | 47.17 × 13.27 (49 대각선)    | 5120 × 1440 | 7.37          | 109             | HDMI 2.0, 디스플레이포트 1.4, USB-C                   | |
| 32:9          | 삼성 CRG9                    | 49          | 1,198.08 × 336.96 (1,244.6 대각선) | 47.17 × 13.27 (49 대각선)    | 5120 × 1440 | 7.37          | 109             | 디스플레이포트 1.4                                    | |
| 32:9          | AOC AG493UCX                 | 49          | 1,198.08 × 336.96 (1,244.6 대각선) | 47.17 × 13.27 (49 대각선)    | 5120 × 1440 | 7.37          | 109             | HDMI 2.0 x 2, 디스플레이포트 1.4 x 2, USB-C 3.0 Gen 1 | |

### 텔레비전
| 가로세로비    | 장치          | 크기 (인치) | 해상도      | 총 픽셀 (Mpx) | 화소 밀도 (ppi) | 설명 |
| ------------- | ------------- | ----------- | ----------- | ------------- | --------------- | ---- |
| 64:27 (≈21:9) | LG 105UC9     | 105         | 5120 × 2160 | 11.06         | 53              |      |
| 64:27 (≈21:9) | 삼성 UN105S9W | 105         | 5120 × 2160 | 11.06         | 53              |      |

## 디스플레이 인터페이스 및 그래픽 카드 지원
5K 해상도 디스플레이를 완전히 활용하려면 소스와 디스플레이 모두 고급 연결 인터페이스를 지원해야 한다. VGA 또는 DVI와 같은 기존 인터페이스는 허용 가능한 프레임 속도로 5K 해상도에 충분한 대역폭을 제공하지 못하기 때문이다. 30 Hz 이상에서 5120 × 2880을 지원하는 가장 초기 인터페이스는 버전 1.2에서 도입된 HBR2 전송 속도를 사용하는 디스플레이포트였다. 이는 30 bit/px 색 심도로 30 Hz에서 5120 × 2880을 지원할 수 있었다. HBR2는 2010년 10월 AMD 라데온 HD 6850 및 6870에서 처음 구현되었다. 엔비디아는 2012년 3월 지포스 GTX 680을 시작으로 케플러 GPU 제품군에 HBR2 지원을 도입했다.
HDMI는 버전 2.0에서 유사한 기능을 얻었으며, 최대 허용 전송 속도를 600 MHz TMDS (18 Gbit/s)로 높였다. 2014년 후반에 출시된 엔비디아 지포스 GTX 980은 이 기능을 구현한 최초의 그래픽 카드였으며, 30 bit/px 색 심도로 30 Hz에서 5120 × 2880에 충분했다.
2016년 중반에 출시된 엔비디아 지포스 GTX 1080은 디스플레이포트 표준 버전 1.3에 정의된 HBR3 전송 속도에 대한 지원을 도입한 최초의 그래픽 카드였으며, 이를 통해 24 bit/px 색 심도로 60 Hz에서 5120 × 2880을 지원할 수 있었다. 곧이어 AMD 라데온 RX 480이 HBR3 및 600 MHz HDMI 전송 지원을 AMD 측에 도입했다.
단일 케이블을 통한 5K 60 Hz가 지포스 1000 시리즈 및 라데온 RX 400 시리즈 출시와 함께 2016년에야 가능해졌지만, 델 울트라샤프 UP2715K와 같이 디스플레이포트 표준 버전 1.3 이전에 출시된 모니터는 특수 화면 분할 모드에서 두 개의 HBR2 디스플레이포트 연결을 동시에 사용하여 5K 60 Hz로 실행할 수 있는 기능을 제공한다. 2014년에 출시된 애플 레티나 5K 아이맥은 HBR2 속도의 8레인 디스플레이포트를 사용하는 맞춤형 내부 인터페이스(표준 DP 연결은 4레인)를 사용하여 디스플레이 패널을 60 Hz로 구동했다.
| 디스플레이 모드 | 디스플레이 모드 | 디스플레이 모드    | 최대 재생 빈도 (Hz) | 최대 재생 빈도 (Hz) | 최대 재생 빈도 (Hz) | 최대 재생 빈도 (Hz) | 최대 재생 빈도 (Hz) |
| 해상도 | 비율            | 색 심도            | HDMI 2.0            | HDMI 2.1            | DP 1.2              | DP 1.3–1.4          | DP 2.0              |
| --- | --------------- | ------------------ | ------------------- | ------------------- | ------------------- | ------------------- | ------------------- |
| 5120 × 2160 | (≈21∶9)         | 8 bpc (24 bit/px)  | 50                  | 144                 | 60                  | 85                  | 240                 |
| 5120 × 2160 | (≈21∶9)         | 10 bpc (30 bit/px) | 30                  | 100                 | 30                  | 60                  | 200                 |
| 5120 × 2880 | (16∶9)          | 8 bpc (24 bit/px)  | 30                  | 100                 | 30                  | 60                  | 200                 |
| 5120 × 2880 | (16∶9)          | 10 bpc (30 bit/px) | 30                  | 85                  | 30                  | 50                  | 144                 |
| 가장 높은 표준 주파수(24 / 30 / 50 / 60 / 75 / 85 / 100 / 120 / 144 / 200 / 240)만 나열되어 있다.CVT-RB 타이밍 포맷과 비압축 RGB 또는 YCBCR 4:4:4 색 모드가 가정된다. |                 |                    |                     |                     |                     |                     |                     |

## 같이 보기
- 1080p 풀 HD – 가로 해상도 1920×1080 디지털 비디오 포맷
- 1440p – 수직 해상도 1440인 디지털 비디오 포맷, 비텔레비전 컴퓨터 모니터 사용용
- 21:9 화면비 – 일반적인 와이드스크린 영화 화면비
- 4K 해상도 – 가로 해상도 약 4,000픽셀인 디지털 비디오 포맷
- 8K 해상도 – 가로 해상도 약 8,000픽셀인 디지털 비디오 포맷
- 10K 해상도 – 가로 해상도 약 10,000픽셀인 디지털 비디오 포맷, 비텔레비전 컴퓨터 모니터 사용용
- 16K 해상도 – 실험적인 VR 포맷
- 가로세로비 (영상) – 이미지 너비와 높이의 비례 관계
- 해상도